# Yannik Reuter
Yannik Reuter (nacido en Saint-Vith, Bélgica, el 6 de marzo de 1991), es un tenista belga. El 16 de septiembre de 2013 llegó a su mejor ranking (259) de la ATP, su mejor ranking en dobles fue 457 el 30 de noviembre de 2015.

## Títulos
| Leyenda                        | Individuales | Dobles |
| ------------------------------ | ------------ | ------ |
| Grand Slam (tenis)\|Grand Slam | 0            | 0      |
| ATP World Tour Finals          | 0            | 0      |
| ATP World Tour Masters 1000    | 0            | 0      |
| ATP World Tour 500 Series      | 0            | 0      |
| ATP World Tour 250 Series      | 0            | 0      |
| ATP Challenger Series          | 0            | 0      |